# Володимир (роман)
«Володимир» — історичний роман українського письменника Семена Скляренка, написаний в 1962 році. Видавався багато разів.
На сторінках цієї книги автор розповідає про великі та значні справи, які випали на долю давньоруського князя Володимира, сина Святослава. Розповідається про ті часи коли брат ішов на брата, земля на землю та гроза стояла над Київською Руссю. Сторінки особистого життя Володимира і близьких йому людей належать до найбільш хвилюючих, в романі який цікаво та правдиво розповідає про давноминулі часи.
Книга є продовженням роману «Святослав».

## Розділи книги
- Книга перша. СИН РАБИНІ
- Книга друга. ВАСИЛЕВС
- Епілог. У БЕРЕСТОВОМУ

## Персонажі
Володимир — князь Новгородський, Київський, василевс(імператор) Київської Русі; син князя Святослава й Малуші.
Ярополк — князь Київський; брат Володимира, син Святослава і угорської царівни Предслави.
Микула — воїн із дружини князя Святослава.
Віста — дружина Микули.
Сварг — коваль, брат Микули та Бразда.
Бразд — намісник князя Ярополка в Любечі, брат Микули та Сварга.
Малуша — донька Микули та Вісти.
Добриня — син Микули, радник Новгородських князів, дядько Володимира.
Іоанн Цимісхій — імператор Візантії.
Феофано — дружина імператорів Романа і Никифора Фоки.
Проедр Василь — перший міністр Візантії.
Костянтин і Василь — імператори Візантії, сини Феофано.
Самуїл Шишман — лідер болгар у війні проти Візантії.
Рогніда — донька Полоцького князя Регволда, перша дружина князя Володимира.
Юлія — візантійська царівна, дружина Ярополка.
Анна — сестра імператорів Костянтина і Василя, друга дружина Володимира.
Ярослав — старший син Володимира і Рогніди.
Святополк — син Ярополка і Юлії.
Предслава — донька Володимира і Рогніди.
Блюд — головний воєвода князя Ярополка.
Вовчий Хвіст — головний воєвода князя Володимира.

## Сюжет

### Книга перша
I
Залишки війська загиблого князя Святослава Хороброго повертаються до Києва. Був серед них чоловік на ім'я Микула. Дорогою до Києва він усе згадував про події останніх років: численні битви з Візантією, напад печенігів, похорон князя.
У Києві Микула зустрів чоловіка і жінку, від яких він дізнався про смерть своєї дочки Малуші. Розбитий горем чоловік повернувся до рідного села Любеча, де його все ще чекала дружина Віста.
У Любечі Микула на власні очі побачив, як влада і гроші змінюють людей. Намісники князя Ярополка забирають собі землі, які віддавна належали громадам, тим самим сіючи невдоволення серед місцевих селян.

II
У цей же час у Константинополі від отрути помирає імператор Іоанн Цимісхій. Його вбивці — Перший міністр Візантійської Імперії (проедр) Василь, який керує державою від імені нових імператорів Костянтина і Василя, і Феофано (матір нових імператорів). Проедр усуває свою спільницю від влади, вирішує укласти мир із князем Ярополком і відправляє до нього послів. Також міністр вживає заходів проти повстань у провінціях, аби вони ще більше не ослабили імперію, і виряджає у Болгарію кесаря Бориса і його брата Романа, щоб вони вели війну проти болгарських лідерів — Шишманів.

III
Невдовзі кесар Борис гине від рук болгарських воїнів, а його брата беруть у полон. На щастя для Романа, один із Шишманів — Самуїл — бере його на військову службу.
До Києва прибувають візантійські посли. Ярополк укладає мир з Візантією, одружується на їхній царівні Юлії. Молода княгиня постійно підбурює чоловіка до боротьби з Новгородським князем Володимиром — братом Ярополка. Врешті, київський князь шле послів до Новгорода і вимагає, щоб брат прибув до столиці.

IV
Новини про справи князя Ярополка дійшли до Новгорода швидше ніж його посли. Ображений за вимоги брата, Володимир збирає військо з усіх північних земель Русі і вирушає в похід на Київ.
V
Почувши про це, Ярополк збирає власні сили і просить допомоги в нових союзників: печенігів та Візантії. Але вони відмовляють київському князеві.
Тим часом Володимир захоплює Полоцьк, в якому править Регволд — ще один прихильник Ярополка. Під час битви Регволд гине разом зі своїми синами, а його дочку, Рогніду, новгородський князь бере за дружину.
Жителі Полоцька надають новгородцю військову підмогу і він продовжує похід на Київ.

VI
Поки Володимир воював у Полоцьку, у Любечі Микула згуртував людей проти Ярополка і його намісників. Поки він вів своє невелике військо на підмогу князеві з Новгорода, Ярополкові воїни повбивали усіх жителів Любеча за зраду.
Поблизу розпочалась битва, у якій військо Володимира отримало перемогу; старий Микула помер від ран. Князь продовжив похід.

VII
Володимир усе ближче підходив до Києва. Переляканий Ярополк наказав будувати укріплення довкола міста. Однак, коли київляни почали повставати проти нього, князь вирішив тікати до укріпленого містечка Родні.
Новгородці взяли Київ. Володимир відправив послів до Ярополка, бо все ще вірив, що зможе з ним помиритись.

VII
Родню взяли в облогу. Всередині фортеці швидко почався голод. Боячись за своє життя, Ярополк доручає воєводі Блюду домовитись із Володимиром. Воєвода виконує завдання і мирить братів. Але через власні переконання Блюд убиває Ярополка в Києві і несе за це покарання: його забивають до смерті, «як пса».
Поховавши брата, Володимир посів своє місце на київському престолі.

IX
Князь Володимир вирішує зміцнити Русь за допомогою нових укріплень. Він наказує будувати нові міста поблизу валів та ровів, щоб попереджувати напади ворогів. Та не всі племена хочуть платити йому данину (радимичі, в'ятичі). Тому князь об'їхав усю Русь, щоб дійти згоди з усіма народностями цієї великої держави.
Тим часом його дружина Рогніда народила сина. Так само і дружина покійного Ярополка Юлія. Вона назвала сина Святополком. Княгиня залишає його в Києві, а сама таємно відпливає до Візантії.

X
Події в Києві дуже непокоїли проедра Василя. Його становище було важким. По всій Візантії спалахували повстання, чи не кожен генерал проголошував себе імператором, тиснули болгари.
Імператор Василь, син Феофано, виганяє проедра з палацу і зосереджує всю владу в своїх руках.
Рогніда прибуває до Києва разом із сином Ярославом.

### Книга друга
I
Минуло трохи часу відколи Володимир став правити в Києві. За ці роки він об'єднував племена довкола Русі, воював і мирився з сусідами, перемагав кочовиків зі сходу та півдня.
Крім Ярослава, з'явились у князя сини Вишеслав, Мстислав, Всеволод, Ізяслав, Святослав, Брячеслав і донька Предслава. Разом із дружиною Володимир виховував ще й сина Ярополка — Святополка.
Усе більше наростало невдоволення бояр та воєвод, бо вони вважали, що князь дає їм мало земель та золота за «важку» службу.
Володимир збирається у новий, останній похід, що мав принести Русі мир і процвітання.

II
Тим часом війна Болгарії з Візантією досягає свого піку. Самуїл Шишман завдає імператорському війську кілька нищівних поразок.
Імператор Василь бачить, що стан його держави вкрай важкий: повстання не припиняються, Німецька Імперія загрожує нападом, війна з болгарами затягнулась.
Він вирішує звернутись за допомогою до Києва і просить 6 тисяч воїнів. Князь Володимир відправляє військо на допомогу Візантії, уклавши ряд вигідних для Русі договорів.

III
6 тисяч руських воїнів прибувають на допомогу імператору Василю, який в той час зійшовся у битві з Вардом Фокою — генералом повстанського війська. Завдяки героїзму русичів Візантія здобуває перемогу. Проте імператор не виконує своїх обіцянок і воїни повертаються до Києва.
Це доводить до люті всю Русь і князь Володимир готується до походу на Візантію. Однак перед цим він таємно приймає християнство.

IV
Володимир починає похід на місто Херсонес, яке є дуже важливим і цінним для Візантії. Він залишає одного зі своїх синів — Мстислава — князем Тмутаракані й наказує йому стерегти кордони Русі.
Нарешті військо дісталось Херсонеса і взяло його в облогу. Боротьба тривала довго, але київський князь отримав перемогу. Підкоривши місто, він почав вимагати у Візантії набагато більше. Головним чином — одружити його з сестрою імператора Василя Анною і надати Володимиру корону василевса.

V
Через безвихідь імператор Василь приймає усі умови Володимира. Одразу ж в Херсонесі князь одружується з царівною Анною. Вирішивши все, що мав, імператор Русі повертається з дружиною до Києва.

VI
Княгиня Рогніда не могла жити поруч з іншою дружиною Володимира Анною, тому однієї ночі залишила свій дім, прийняла християнство і постриглась в черниці. Тепер її звали черницею Анастасією.
Незабаром князь-василевс починає хрещення Києва та всієї Русі, скидає ідолів у Дніпро.

VII
Князь швидко запроваджує християнство і наказує будувати храми і церкви. Першою будують Десятинну церкву, на яку василевс віддає десяту частину доходу держави. Також Володимир дбає про освіту і наказує боярам і воєводам віддавати своїх дітей до священиків, які їх навчатимуть.
Але не все йде добре для Володимира. По всій Русі назбиралось чимало людей, які стали противниками нової віри та порядків. Щоб вгамувати їх, василевс відправляє своїх синів княжити в містах і дбати про добробут рідної землі.

### Епілог
Минуло кілька років. Царівна Анна народила Володимиру двох синів — Бориса й Гліба. Християнство все більше приживається в Русі.
Київського князя настигає горе: у монастирі помирає Рогніда, у Новгороді — Вишеслав, у Полоцьку — Ізяслав. Крім цього, Святополк хотів зрадити його і намагався з допомогою польських військ захопити Київ і вбити василевса, проте сина Ярополка було викрито і ув'язнено. Однак молодий княжич змовився з воєводами проти Володимира.
Останнім ударом для князя була звістка з Новгорода, що Ярослав більше не платитиме йому дань. Зрада рідного сина в найважчий час зовсім знесилила Володимира. Кілька днів його тіло боролося зі смертю, і він вижив.
Василевс доживав віку в Берестовому сам. Люди, яким він довіряв до кінця, зрадили його і Русь. Після його смерті бояри привели до влади Святополка, що сіяв страх і неспокій рідній землі.